# 北北安普顿郡

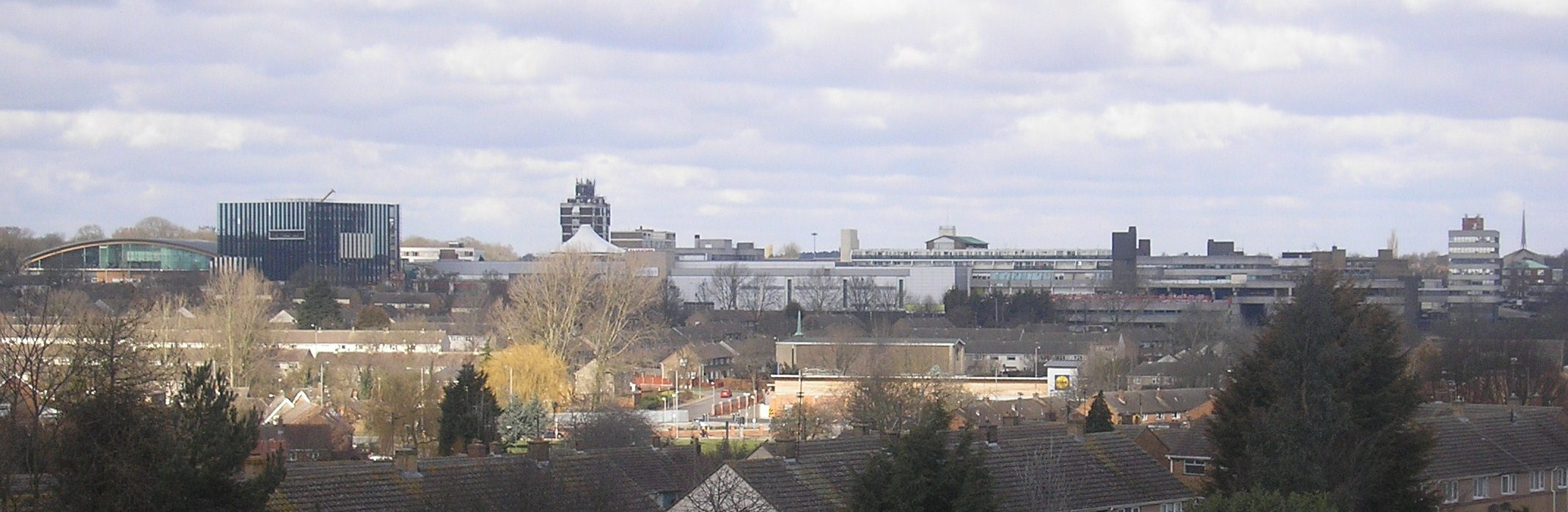
科比，北北安普顿郡的行政中心和第二大城镇

北北安普顿郡是英格兰名誉郡北安普顿郡的两个单一管理区之一，位于北安普顿郡北部，面积约为北安普顿郡的一半，创建于2021年4月1日。 北北安普顿郡理事会设在科比的科比立方体。 

## 概况

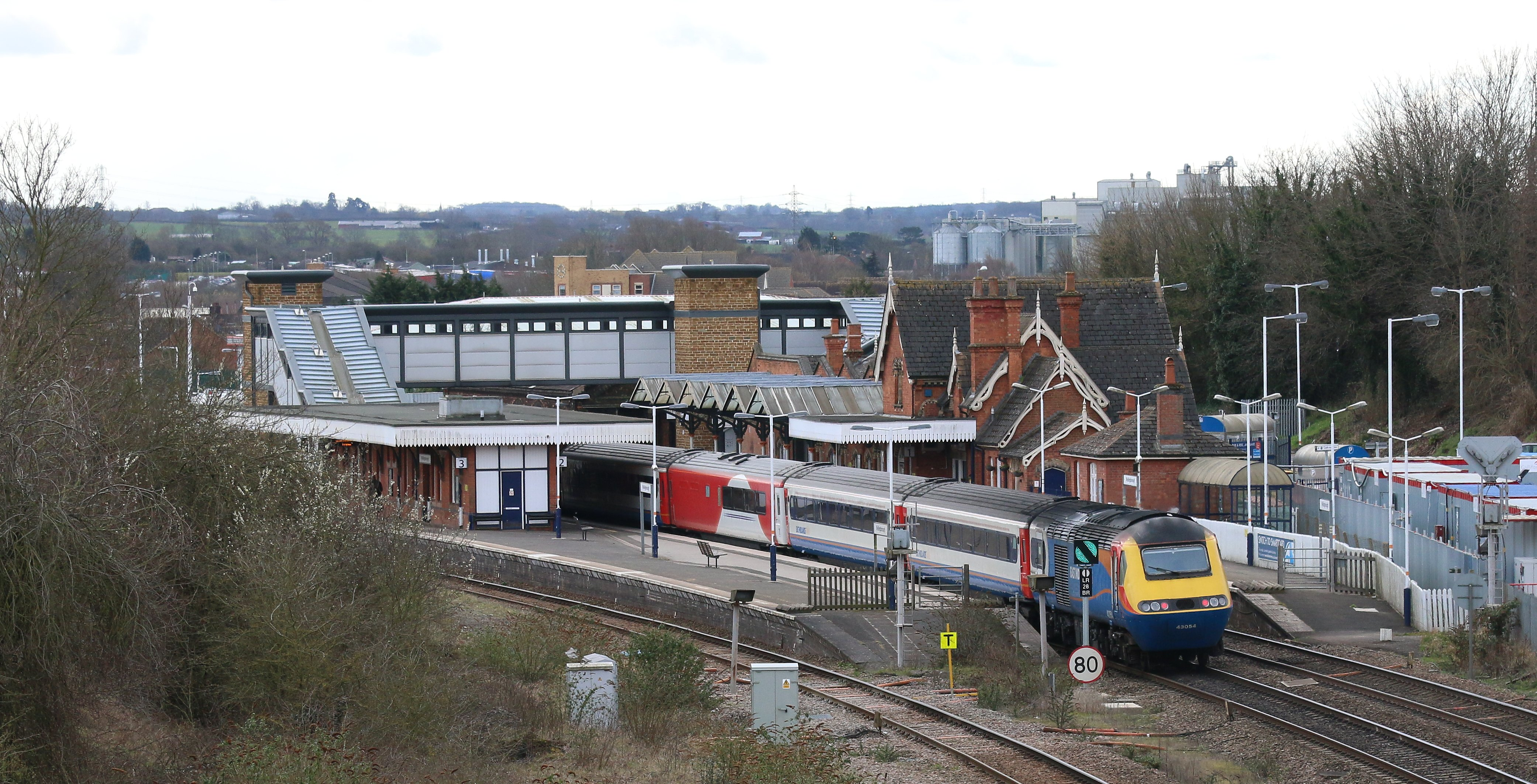
北北安普顿郡第三大城镇韋靈伯勒

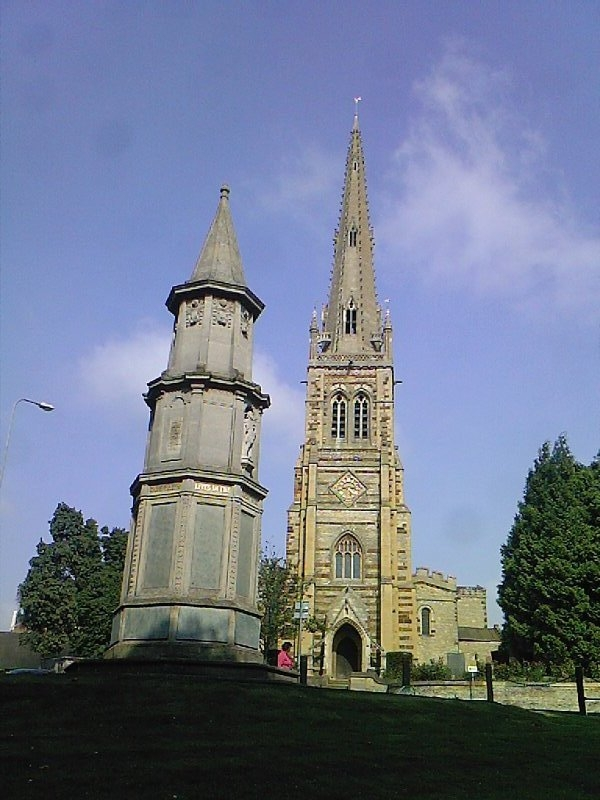
拉什登 ，北北安普顿郡第四大城镇。

其著名城镇有凯特林、科比 、韦灵伯勒、拉什登（英語：Rushden）、朗兹（英語：Raunds）、德斯伯勒（英語：Desborough）、罗斯韦尔 （英語：Rothwell）、厄斯林伯勒（英語：Irthlingborough）、斯拉普斯顿和奥多。
北北安普顿郡境内的名胜有内内谷保护公园，其中有一系列湖泊以及相关的遗产铁路，以及福瑟林蓋村，其中有约克家族坟墓的以及一座由飞扶壁支撑的高耸教堂。在科比附近还拥有一座保存完好的私人手中的中世纪城堡–罗金厄姆城堡–以及大约 20 座其他著名的乡村别墅，其中许多都设有游客花园或休息日。

## 历史
2018年3月，时任住房、社区和地方政府事务大臣萨吉德·贾维德派专员马克斯·卡勒 (Max Caller) 调查北安普顿郡理事会内阁和官员的财务和文化管理不善问题。卡勒建议撤销北安普顿郡理事会以及所有非都市区或自治市镇的理事会，并在北安普顿地区建立两个单一管理区，一个在北安普顿郡的西部，一个在北安普顿郡的北部 。卡勒的政策建议在2019年4 月获得批准。达文特里、北安普顿和南北安普顿郡合并为西北安普顿郡，而北北安普顿郡则由前科比、东北安普顿郡、凯特林和韦灵伯勒四个非都市区组成。
地方政府重组于2021年4月1日最终完成。在北北安普顿郡建立的理事会接收了原四个非都市区理事会以及原北安普顿郡理事会的全部职能。

2020年北北安普顿郡人口金字塔